# Estación de Martorell Central
Martorell Central es una estación ferroviaria situada en el municipio español homónimo, en la provincia de Barcelona, comunidad autónoma de Cataluña. Forma parte de la línea Llobregat-Noya de Ferrocarriles de la Generalidad de Cataluña por donde circulan trenes de las líneas suburbanas S4 y S8 y las de cercanías R5/R50 y R6/R60, todas ellas atendidos por FGC. También hace de intercambiador con la estación de Estación de Martorell, muy cercana, perteneciente a las líneas R8 y R4 de Cercanías de Cataluña y atendidas por Renfe Operadora. La estación de Martorell Central registró en 2018 una entrada total de 479 461 pasajeros, de los cuales 130 279 corresponden a servicios de cercanías y 349 182 al Metro del Baix Llobregat.

## Situación ferroviaria
La estación se encuentra en el punto kilométrico 28,05 de la línea férrea de ancho métrico Magoria-Martorell, a 71 metros de altitud. El kilometraje se inicia en el emplazamiento de la estación primigenia de Magoria. El tramo es de vía doble y está electrificado.

## Historia
La estación actual entró en servicio el 21 de mayo de 2007, aunque tiene una larga historia detrás. Ésta se inicia en 1893 con la construcción por parte del Ferrocarril Central Catalán de la línea de Martorell hasta Igualada. Martorell-Central era la estación origen de la línea y era donde se hacían desde un principio los transbordos con trenes que circulaban por vía de ancho ibérico en la estación de Martorell, propiedad de Adif.

### Orígenes, fusión de compañías y primeras ampliaciones
La estación se inauguró el 29 de diciembre de 1912, coincidiendo con la inauguración de la línea del carrilet entre Magoria y Martorell-Central de ancho métrico, aunque la línea tiene su origen en 1893 al abrirse el tramo de Igualada a Martorell-Central. Al llegar la línea desde Magoria a Martorell-Central en 1912, se construyó una estación de enlace que creció en importancia al abrirse el tramo a Manresa, uniéndolo a Berga. 
Para entender la compleja historia de la línea, hay que decir que la actual línea Llobregat-Noya de los Ferrocarriles de la Generalidad de Cataluña (FGC) está formada por la red de la antigua sociedad de Ferrocarriles Catalanes (Compañía General de los Ferrocarriles Catalanes S.A., CGFC) que se había constituido para unir las tres compañías creadoras de buena parte de esta red: Tranvía o Ferrocarril Económico de Manresa a Berga, Ferrocarril Central Catalán y Camino de Hierro del Nordeste de España. Esta antigua red de CGFC fue conocida como El Carrilet o Línea de los catalanes. Comprendía inicialmente, las siguientes compañías ferroviarias y líneas.
- Ferrocarril de Manresa a Guardiola Tranvía o Ferrocarril Económico de Manresa a Berga, abierto al tráfico entre 1891 y 1904.
- Ferrocarril de Igualada a Martorell-Central Ferrocarril Central Catalán, abierto al tráfico el 29 de julio de 1893.
- Ferrocarril de Magoria a Martorell-Central Camino de Hierro del Nordeste de España, abierto al tráfico el 29 de diciembre de 1912.
- Ferrocarril de Martorell a Manresa Compañía General de los Ferrocarriles Catalanes, completado por tramos entre 1922 y el 22 de agosto de 1924.

La línea del Bajo Llobregat, tiene el origen en una línea construida para el transporte de mercancías, especialmente de los productos mineros de la cuenca salina de Suria-Cardona, y los productos textiles de la cuenca del Llobregat y del Noya.
En 1890 se constituyó la Compañía del Ferrocarril Central Catalán S.A. (CC). Dicha compañía construyó la línea de ferrocarril de Igualada a Martorell-Central, inaugurándola el 29 de julio de 1893. De este modo, se pudieron hacen trasbordos con la Estación de Martorell de ancho ibérico, en funcionamiento desde el 25 de mayo de 1865 y propiedad conjunta de la Compañía de los Ferrocarriles de Tarragona a Barcelona y Francia (TBF) y Madrid Zaragoza y Alicante (MZA) desde 1891. 
En 1908 la compañía Camino de Hierro del Nordeste de España (NEE) inició la construcción del ferrocarril de Barcelona a Martorell. A finales de 1911 las obras estaban casi finalizadas y viendo que no podía construir todos los ramales previstos, modificó en 1912 las concesiones para convertirse en una sola llamada «Barcelona–Manresa con ramal a Vallirana». El 29 de diciembre de 1912, inauguraron el ferrocarril entre Magoria y Martorell-Enlace, todo él en superficie. Esto permitió la explotación de la línea para transporte de viajeros desde Barcelona a Martorell e Igualada y a todas las poblaciones que ya servían los tramos inaugurados en el siglo XIX y el nuevo tramo entonces inaugurado.
En 1912 se conectaron las vías del CC con las del ferrocarril de Barcelona a Martorell de NEE, iniciando el transbordo a Martorell-Enlace desde el 1 de septiembre de 1913. En 1914 comenzaban los primeros trenes directos de Barcelona a Igualada. La compañía CC pasaba por una difícil situación financiera que se vio agravada con la Primera Guerra Mundial. 
En 1914 NEE entró en crisis por la liquidación del principal apoyo de la compañía, el Banco Franco-Americano. El estallido de la Primera Guerra Mundial también trajo problemas a la compañía, ya que tenía su sede en Bélgica. Debido a los problemas de explotación en los tres ferrocarriles del valle del Llobregat, se iniciaron los trámites de fusión de las compañías existentes mediante la creación de una nueva entidad. 
En 1919 se creó la Compañía General de Ferrocarriles Catalanes S.A.(CGFC), llamada a menudo Ferrocarrils Catalans. Ésta comenzó la explotación de los tres ferrocarriles, más tarde absorbió el resto de empresas y reinició las obras del ferrocarril de Martorell a Manresa,. iniciando el proceso de fusión. Los accionistas de los Ferrocarriles Catalans (CGFC) adquirieron el capital de NEE, que transfirió la concesión del ferrocarril a CGFC con la disolución final de NEE. Igualmente esto se tradujo en la venta de la mayoría de las acciones de CC a CGFC, que finalmente compró la totalidad de la compañía en 1921 y disolvió la Compañía del Ferrocarril Central Catalán (CC).
En 1922 la estación próxima de Martorell-Empalme se convertía en el punto de partida de una nueva línea de vía estrecha que uniría Martorell con Manresa, suponiendo el punto de bifurcación de las ramas hacia Igualada y Manresa. El 29 de marzo de 1922 CGFC abrió al tráfico de viajeros parte del ramal Martorell-Manresa, hasta la estación de Olesa de Montserrat, el 26 de julio hasta La Puda y el 29 de octubre de 1922 hasta la estación de Monistrol de Montserrat. Dos años después, el 22 de agosto de 1924, se abrió al tráfico de viajeros el tramo entre Monistrol de Montserrat y Manresa . Las obras corrieron a cargo de CGFC, que ya había adquirido los derechos sobre la línea.
El 27 de mayo de 1926 se abrió la actual estación subterránea de Barcelona-Plaza España que acercó a Martorell al centro de Barcelona. El 26 de noviembre del mismo año, se construyó un ramal desde San Baudilio que lo conectaba con el Puerto de Barcelona, aumentando el carácter industrial de la línea.

### Guerra Civil, decadencia y transferencia a FEVE
El estallido de la Guerra Civil en 1936 dejó la estación en zona republicana, el CGFC es colectivizado y administrado por un comité de trabajadores de la UGT y de la CNT, haciéndose cargo de la situación ante la huida de dirigentes y consejeros. Ante la nueva situación el gobierno republicano, que ya se había incautado de las grandes compañías ferroviarias mediante un decreto de 3 de agosto de 1936, permitió que en la práctica el control recayera en comités de obreros y ferroviarios. Con la llegada de las tropas sublevadas a Cataluña en 1939, CGFC toma de nuevo el control de la empresa. Durante los combates en la Guerra Civil muchas de las secciones, instalaciones y materiales se encontraban en mal estado y algunos no llegaron a ser rehabilitados. 
No sería hasta finales de los años cincuenta cuando se inició una tímida modernización con la introducción de las primeras unidades diésel, pero sería necesario esperar hasta el Plan de Modernización (1963) para comenzar una renovación a fondo de la red. De esta época datan las electrificaciones como entre Pallejá y Martorell (1968) y entre Martorell y Monistrol (1971).
La decadencia de la CGFC se inició con el cierre de la línea entre Olván y Guardiola de Berguedá el 2 de mayo de 1972, a consecuencia de la construcción del pantano de La Baells. A ello se añadió la creciente competencia del transporte por carretera. Por ello, el Gobierno de España decidió clausurar la línea entre Manresa-Alta y Olván desde el 1 de julio de 1973, quedando abierta sólo la sección entre Manresa-Alta y Balsareny por los trenes de mercancías (este tramo se clausuró definitivamente en el año 1976). La crisis económica de mediados de los años setenta y el aumento de los déficits de explotación llevaron a la CGFC a solicitar ayudas estatales, que le fueron concedidas el 3 de diciembre de 1976 en forma de subvención. Finalmente, sin embargo, siendo incapaz de enderezar la situación, pidió el rescate avanzado de las concesiones, que pasaron a manos de la empresa pública FEVE el 1 de enero de 1977.
FEVE, como venía haciendo habitualmente desde años atrás, estudió el cierre de parte de las líneas, especialmente las más degradadas y con un mayor déficit de explotación. Estuvo a punto de ser cerrado el tramo entre Martorell-Enlace e Igualada, y también el tramo entre la Plaza España de Barcelona y L'Hospitalet de Llobregat.

### Creación de FGC y mejoras
Tras el restablecimiento de la Generalidad de Cataluña, un Real Decreto del 28 de julio de 1978 le transfirió las competencias en materia de transporte, haciéndose cargo de la explotación del Carrilet desde el 2 de noviembre, de manera transitoria desde la Consejería de Política Territorial y Obras Públicas.
Ferrocarriles de la Generalidad de Cataluña (FGC) se constituyó el 5 de septiembre de 1979 para gestionar la explotación de varias líneas históricas transferidas por el Gobierno de España a la Generalidad de Cataluña, y se considera heredera de las compañías de los Ferrocarriles Catalanes (Línea Llobregat-Anoia) y Ferrocarriles de Cataluña-FCC (Línea Barcelona-Vallés). FGC implantó una serie de mejoras en las líneas que gestionaba, en la década de 1990 los dos gobiernos firmaron un convenio para financiar infraestructuras de transporte y FGC constituyó el llamado "Metro del Baix Llobregat". Entre 1996 y 1999 se electrificó el tramo entre Martorell-Enlace e Igualada, y entraron en servicio los trenes de la serie 213, retirándose de la circulación comercial regular los últimos trenes de viajeros diésel.
En el año 2005 se finalizaba la variante de trazado en doble vía de la línea entre Martorell-Vila y Martorell-Enlace para permitir el paso de la línea de alta velocidad. En 2007 se completó la doble vía entre Barcelona y Martorell. En enero de 2008 circulaba el primer tren de mercancías entre la Seat de Martorell y el Puerto de Barcelona. En mayo de 2008 se finalizaba la doble vía entre Martorell-Enlace y Olesa de Montserrat, culminando el desdoblamiento desde Barcelona hasta la población de El Bajo Llobregat Norte.

## La estación
La estación sufrió un gran número de modificaciones en su esquema de vías, hasta construir un andén, a modo de apeadero, ya que la disposición de las vías obligaba a hacer una maniobra en fondo de saco para acceder al edificio de viajeros. Éste edificio es el único que se conserva de las antiguas instalaciones, donde se ubica la Asociación de Amigos del Ferrocarril de Martorell, aunque también está previsto que este edificio sea derribado en un futuro. El paso de la línea de Alta Velocidad haría decidir a FGC cambiar el trazado de la línea a su paso por la población, acercándola al centro de ésta y recuperando la vieja estación.
Actualmente dispone de dos vías principales, con un andén central de 130 metros de longitud y 8 metros de ancho, cubierto en buena parte por una marquesina metálica. También está la incorporación a la vía 1 del ramal industrial que viene de la industria Solvay. Este ramal, no electrificado y sin andén, comparte ancho ibérico al pasar por la estación de Martorell de Adif. El edificio de viajeros se sitúa sobre las vías y es de una sola planta. Se accede al mismo desde el andén mediante escaleras mecánicas y convencionales y un ascensor. Este edificio dispone de dos grupos de barreras tarifarias, una a la entrada por el lado norte y otra por el lado sur, además de un bar. En la parte inferior del edificio, a nivel de las vías, hay diversas dependencias técnicas de FGC. En una segunda fase el enlace de la estación con la vía de ancho ibérico está previsto hacerlo de forma más rápida y cómoda. También se ha construido un nuevo aparcamiento de 200 plazas y se ha remodelado el entorno del barrio de Can Carreras. A la salida de la estación, sentido Barcelona y entre las dos vías principales hay dos vías en topera donde los trenes hacen inversiones de marcha los trenes de las líneas R5 y R6 que acaban el recorrido en esta estación.

## Servicios ferroviarios

### Servicios de mercancías[23]
Actualmente, FGC opera dos servicios de transporte de mercancías en esta línea:
- Transporte de potasa entre las estaciones de Suria y el Puerto de Barcelona. Circulan tres trenes diarios (mañana, tarde y noche), de lunes a viernes, formados por un máximo de 20 vagones tolva de la serie 62 000, remolcados por una locomotora de la serie 254. Con la composición máxima, tienen una longitud de 270 metros, y un peso máximo de 1 200 toneladas.
- Transporte de sal (cloruro sódico) entre las estaciones de mercancías de Suria y Solvay. Circulan tres formados por vagones tolva de la serie 63 000, remolcados por una locomotora de la serie 254.

Autometro opera los siguientes servicios:
- Transporte de automóviles nuevos de SEAT entre la factoría situada en Martorell y el Puerto de Barcelona. Circulan tres trenes diarios (mañana, tarde y noche), de lunes a viernes, formados por una composición de siete vagones de la serie 65 000, remolcados por una locomotora de la serie 254. Estos trenes tienen una longitud de 400 metros, y un peso de unas 650 toneladas.

### Servicios de viajeros
El horario de la estación puede consultarse en este enlace. El esquema de líneas del ferrocarril Llobregat-Noya puede descargarse de este enlace. El plano integrado de la red ferroviaria de Barcelona puede descargarse en este enlace. Todos las líneas que circula por la estación efectúan parada en la misma.
| << cabecera                  | < estación                   | línea            | estación >        | cabecera >>         |
| ---------------------------- | ---------------------------- | ---------------- | ----------------- | ------------------- |
| Línea Llobregat-Anoia de FGC |                              |                  |                   |                     |
| Barcelona-Plaza España       | Martorell Vila-Castellbisbal |                  | Martorell Enlace  | Olesa de Montserrat |
| Barcelona-Plaza España       | Martorell Vila-Castellbisbal | Martorell Enlace | Martorell Enlace  |                     |
| Barcelona-Plaza España       | El Palau                     |                  | Martorell Enlace  | Manresa Baixador    |
| Barcelona-Plaza España       | El Palau                     | Igualada         | Martorell Enlace  |                     |
| Barcelona-Plaza España       | San Andrés de la Barca       |                  | Abrera            | Manresa Baixador    |
| Barcelona-Plaza España       | San Andrés de la Barca       |                  | Esteve Sesrovires | Igualada            |